# Anne-Marie Baeke
Anne-Marie Hiemeliers, née Baeke le 14 avril 1969 à Renaix est une femme politique belge flamande, membre du SP.
Elle est licenciée en droit; ancienne avocate.

## Fonctions politiques
- Députée fédérale :
  - du 14 juillet 2003 au 7 décembre 2006, en remplacement de Peter Vanvelthoven, ministre
  - du 7 décembre 2006 au 2 mai 2007, en remplacement de Hilde Claes
- Membre du Conseil flamand :
  - du 24 janvier 2001 au 18 mars 2003
  - du 10 juin 2003 au 14 juillet 2003.